# Ferenc Deák (futbolista)
|  | Aquest article tracta sobre el futbolista. Si cerqueu el polític hongarès, vegeu «Ferenc Deák». |

Ferenc Deák (Budapest, 16 de gener de 1922 - Budapest, 18 d'abril de 1998) fou un futbolista hongarès de la dècada de 1940.
Destacà com a jugador dels clubs Szentlőrinci AC, Ferencvárosi TC i Budapesti Dózsa. Amb més de 576 gols en la seva carrera, és un dels millors golejadors de la història del futbol. Fou internacional amb la selecció d'Hongria entre 1946 i 1949.

## Referències

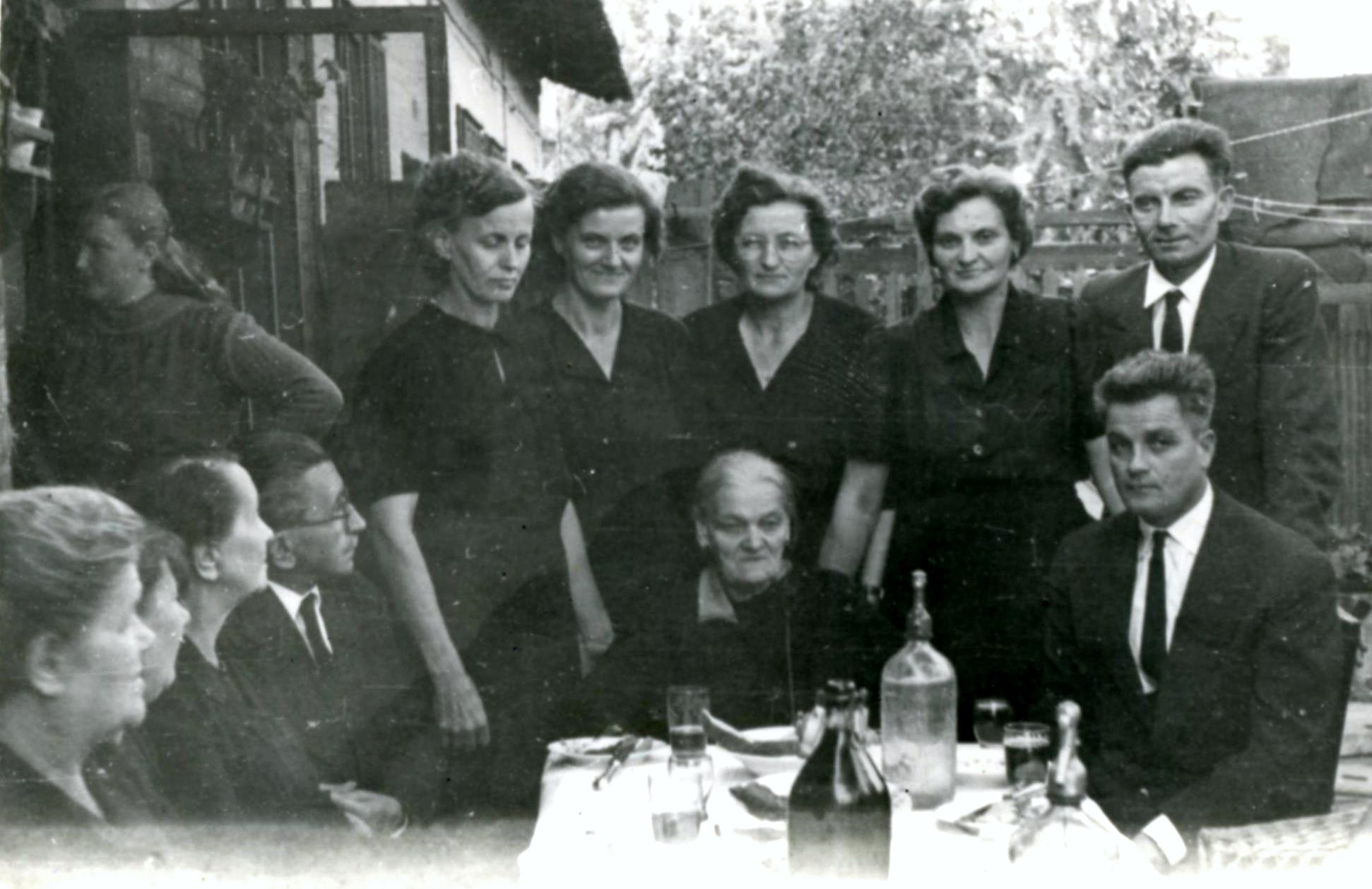
Ferenc Deák i família.

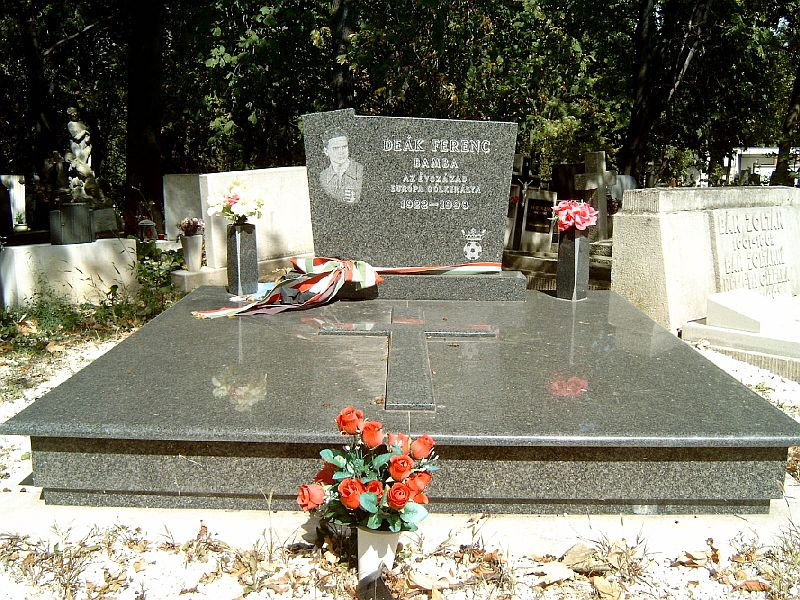
Tomba de Ferenc Deák.

## Palmarès
- Jugador hongarès de l'any: 1946[3]